# Junior M.A.F.I.A.
Junior M.A.F.I.A. — американская хип-хоп-группа из района Бедфорд-Стайвесант в Бруклине, Нью-Йорк. В состав группы входят Lil' Cease, Chico, Nino Brown, Larceny, Trife, MC Klepto и Lil' Kim. Бэкроним M.A.F.I.A. расшифровывается как Masters At Finding Intelligent Attitudes (рус. Мастера найти умный подход).
Они были сформированы их наставником, нью-йоркским рэпером The Notorious B.I.G. В 1995 году они выпустили свой дебютный альбом, Conspiracy, который стал «золотым» по продажам. Успех синглов «Player’s Anthem» и «Get Money» помог начать Lil' Kim сольную карьеру. Группа перестала существовать в 1997 году после смерти их наставника. В 2005 и 2006 годах трое из оригинальных участников выпустили альбом Riot Musik и два DVD под именем Junior M.A.F.I.A.

## История

### 1992—1994: Формирование группы
Группа была сформирована из друзей детства The Notorious B.I.G. На момент создания группы все участники были моложе двадцати лет. Группа была сформирована из двух отдельных групп и четырёх человек, не считая The Notorious B.I.G. The 6s или 666 (Lil' Cease, Bugsy, Capone, Chico и Nino Brown), The Snakes (кузены Larceny и Trife), MC Klepto, Mr. Bristal, Chico Del Vec и Lil' Kim (также известная как «Big Momma» или «The Lieutenant»), единственная женщина в группе. The 6s знали The Notorious B.I.G. ещё до того, как он начал читать рэп. The Notorious B.I.G. выступал в роли «крёстного отца» группы

### 1995: Conspiracy и популярность
Группа выпустила свой дебютный альбом Conspiracy в 1995 году на нью-йорксом лейбле Big Beat Records и Undeas Recordings. Альбом был выпущен в стиле, аналогичном дебюту The Notorious B.I.G., Ready to Die, «успешно повторив... сильные стороны более ранней записи». B.I.G. принял участие в записи четырёх песен на альбоме. Темы рифм были жёсткими, в основном затрагивающими оружие, деньги и секс. Музыка на альбоме была спродюсирована DJ Clark Kent, EZ Elpee, Daddy-O, Akshun и Special Ed. Conspiracy получил несколько положительных отзывов, но подвергся критике из-за некоторых участников группы, не проявляющих достаточной индивидуальности. Альбом дебютировал под номером восемь в чарте США Billboard 200, продав 70 тысяч экземпляров альбома за первую неделю выпуска и позже был сертифицирован как «золотой», 6 декабря 1995 года.
Ведущий сингл «Player’s Anthem», спродюсированный DJ Clark Kent и записанный при участии The Notorious B.I.G., стал «золотым». В сопровождающем видео было показано, как группа летит на вертолётах и самолётах Learjet во время ведения бизнеса под наблюдением F.B.I. Альбом также породил популярный хит «Get Money», дуэт с участием The Notorious B.I.G. и Lil' Kim, и ремикс на него «Gettin' Money», на котором участвуют Lil' Cease, B.I.G. и Lil' Kim. Сингл был сертифицирован как «платиновый» и помог Ким начать собственную сольную карьеру. «I Need You Tonight» (с участием Aaliyah) был единственным синглом, выпущенным с альбома, в котором не было The Notorious B.I.G. В музыкальном видео участники и Аалия устраивают домашнюю вечеринку в доме Ким, пока её нет.

### ПослеConspiracy
После смерти The Notorious B.I.G. в 1997 году группа перестала существовать. В интервью B.I.G., которое было создано в 1995 году, но появилось в 2003 году в номере журнала XXL, он заявил, что планирует уйти из рэп-музыки в 2000 году, чтобы продвигать карьеру Junior M.A.F.I.A. В 2005 году трое из семи предыдущих участников группы, Lil' Cease, MC Klepto и Larceny (теперь известный как Banger), выпустили альбом Riot Musik под именем Junior M.A.F.I.A. Альбом не соответствовал их предыдущему успеху, достигнув лишь 61 места в чарте Top R&B/Hip-Hop Albums и 50 места в чарте Independent Albums.
Lil' Kim выпустила четыре альбома в качестве сольного исполнителя. M.A.F.I.A. упоминались в её дебютном альбоме Hard Core, в песнях «M.A.F.I.A. Land» и «Fuck You». Ким сотрудничала с Lil' Cease на её сингле «Crush on You (Remix)» и на треке «Big Momma Thang» из её дебютного альбома, также с участием Jay-Z. Сольный альбом Lil' Cease The Wonderful World of Cease A Leo был выпущен в 1999 году, достигнув 26 места в чарте Billboard 200. Ведущий сингл «Play Around», в котором участвовали Bristal, Lil' Kim и Puff Daddy, занял 9 место в чарте Hot Rap Singles. Некоторые из участников группы занялись другими профессиями. Например, MC Klepto (настоящее имя Терренс Хардинг) теперь хорошо известный брокер по недвижимости.

### Сборники и конфликты
В 2004 году вышел сборник The Best of Junior M.A.F.I.A., а также DVD-фильм режиссёра-документалиста Эйприл Майя под названием Chronicles of Junior M.A.F.I.A.; откровенный документальный фильм, касающийся противоречий и заговоров, окружающих The Notorious B.I.G. и Junior M.A.F.I.A. В него вошли неизданные кадры студийных сессий и домашние видеозаписи жизни с B.I.G. и его командой. DVD релиз включает в себя бесплатный микстейп. Последующий DVD без оригинального режиссёра был назван The Chronicles of Junior M.A.F.I.A. Part II: Reloaded и был запланирован к выпуску в 2005 году, но был остановлен, когда Lil' Kim подала судебный иск на 6 миллионов долларов против Lil' Cease, утверждая, что она никогда не давала разрешения на использование своего имени и изображения.
Lil' Cease и Banger (ранее известный как Larceny) дали показания против Lil' Kim во время судебного разбирательства по делу о даче ложных показаний в 2005 году, в результате которого Ким и менеджер группы, D-Roc, были отправлены в тюрьму. После этого случая Ким упомянула пару «стукачей» на своём альбоме 2005 года The Naked Truth. 27 июня 2006 года был выпущен второй DVD, который не был столь же успешным, как его предшественник, под названием Reality Check: Junior Mafia vs Lil' Kim. На DVD два рэпера объясняют их сторону истории по делу.
В 2007 году режиссёр фильма Chronicles of Junior M.A.F.I.A., Эйприл Майя, объединилась с D-Roc для последующего полнометражного документального фильма под названием Life After Death: The Movie. Фильм оправдал осужденную за лжесвидетельство Lil' Kim и обнародовал факты, стоящие за тем, как Lil' Cease и Banger были помечены как «стукачи» в судебном процессе по делу о лжесвидетельстве и рассказал о стрельбе на радио Hot 97, и исправил недостатки в первоначальном выпуске DVD в 2004 году.

## Дискография

### Студийные альбомы
| 1995                                      | Conspiracy - Релиз: 29 августа 1995 - Лейбл: Big Beat Records/Undeas Recordings | 8 | 2  | —  | 64 | Золотой |
| 2005                                      | Riot Musik - Релиз: 17 мая 2005 - Лейбл: Mega Media Records                     | — | 61 | 50 | —  |         |
| «—» ставится, если альбом не попал в чарт |                                                                                 |   |    |    |    |         |

### Сборники
| Год  | Название                                                                   |
| ---- | -------------------------------------------------------------------------- |
| 2004 | The Best Of Junior M.A.F.I.A. - Релиз: 22 июня 2004 - Лейбл: X-Ray Records |
| 2007 | Die Anyway - Релиз: 26 марта 2007 - Лейбл: Street Dance                    |

### Микстейпы
- DJ Delz — Junior M.A.F.I.A.: The Lost Files (2009)
- Lil Cease & the Mafia Dons — Riding for the King (2014)

### Синглы
| Год  | Песня                                | Позиции в чартах | Позиции в чартах  | Позиции в чартах      | Позиции в чартах | Сертификация |
| Год  | Песня                                | UK Singles Chart | Billboard Hot 100 | Hot R&B/Hip-Hop Songs | Hot Rap Songs    | RIAA         |
| ---- | ------------------------------------ | ---------------- | ----------------- | --------------------- | ---------------- | ------------ |
| 1995 | «Player’s Anthem»                    | –                | 13                | 7                     | 2                | Золотой      |
| 1995 | «I Need You Tonight» (feat. Aaliyah) | 66               | –                 | 43                    | 12               |              |
| 1996 | «Get Money»                          | –                | 17                | 4                     | 1                |              |
| 1996 | «Gettin' Money»                      | –                | –                 | –                     | –                | Платиновый   |

## Гостевые участия
| Название                | Год  | Другие артисты                 | Альбом                                                                 |
| ----------------------- | ---- | ------------------------------ | ---------------------------------------------------------------------- |
| «We Don’t Need It»      | 1996 | None                           | Sunset Park                                                            |
| «White Chalk, Pt. 2»    | 1996 | None                           | Original Gangstas                                                      |
| «Fuck You»              | 1996 | Lil' Kim                       | Hard Core                                                              |
| «Young Cassanovas»      | 1997 | Cam’ron, Mase                  | How to Be a Player                                                     |
| «Young G’s Perspective» | 1998 | Blackjack                      | Cell Block Compilation 2: Face/Off                                     |
| «Biggie»                | 1999 | The Notorious B.I.G.           | Born Again                                                             |
| «Do What You Like»      | 2000 | Lil' Kim                       | The Notorious K.I.M.                                                   |
| «Chinatown»             | 2001 | DJ Clue?, Lil' Kim, Lil' Cease | The Professional 2                                                     |
| «Get Up, Stand Up»      | 2001 | DJ Clue?, Lil' Kim             | Stadium Series Part 3 Let The Games Begin!                             |
| «Just Us»               | 2006 | The Heatmakerz                 | Pre Crack                                                              |
| «If They Don’t Die»     | 2016 | Daddy-O                        | Daddy-O Presents Junior Mafia And Freestyle Fellowship – Unreleased EP |
| «Steal & Rob»           | 2016 | Daddy-O                        | Daddy-O Presents Junior Mafia And Freestyle Fellowship – Unreleased EP |

## Фильмография
- Chronicles of Junior M.A.F.I.A. (2004)
- Reality Check: Junior Mafia vs Lil' Kim (2006)
- Life After Death: The Movie (2007)
- Notorious (2009) (в качестве сыгранных другими актёрами)